# Saint-Lucien (Sena Marítimo)
Saint-Lucien é uma comuna francesa na região administrativa da Normandia, no departamento do Sena Marítimo. Estende-se por uma área de 9.3 km². Em 2010 a comuna tinha 242 habitantes (densidade: 26 hab./km²).
Entre 1973 e 2017, formou parte da comuna de Sigy-en-Bray.